# Куза Вода (Салча Тудор)
Куза Вода (рум. Cuza Vodă) насеље је у Румунији у округу Браила у општини Салча Тудор. Oпштина се налази на надморској висини од 23 m.

## Становништво
Према подацима из 2002. године у насељу је живело 1047 становника, од којих су сви румунске националности.